# Silán
Silán (llamada oficialmente Santo Estevo de Silán)  es una parroquia española del municipio de Muras, en la provincia de Lugo, Galicia.

## Otras denominaciones
La parroquia también es conocida por los nombres de San Esteban de Silán y San Estevo de Silán.

## Organización territorial
La parroquia está formada por veintidós entidades de población:

### Entidades de población
Entidades de población que forman parte de la parroquia:
- Cabana
- Candeal (O Candeal)
- Coto
- Cristo (O Cristo)
- Iglesia (A Igrexa)
- Margarida (A Margarida)
- Navallo (O Navallo)
- Pallaza (A Pallaza)
- Penagrande (A Pena Grande)
- Penas (As Penas)
- Pereiro (O Pereiro)
- Picheira (A Picheira)
- San Tirso (Santiso)
- Torre (A Torre)
- Vilariño

### Despoblados
Despoblados que forman parte de la parroquia:
- Castrosol
- Cornido
- Escoiras
- Ferreira (A Ferraría)
- Rúa (A Rúa)
- Rubaíño
- Xarraldo

## Demografía
| Gráfica de evolución demográfica de Muras entre 2000 y 2020 |
|                                                             |
| Datos según el nomenclátor publicado por el INE.            |